# Deer Island (Oregon)
Deer Island – jednostka osadnicza w Stanach Zjednoczonych, w stanie Oregon, w hrabstwie Columbia.